# Mata de Cuéllar
Mata de Cuéllar ist ein Ort und eine Gemeinde (municipio) mit 263 Einwohnern (Stand: 2024) in der zentralspanischen Provinz Segovia in der Autonomen Region Kastilien-León. 

## Lage und Klima
Mata de Cuéllar liegt in der kastilischen Meseta in ca. 755 m Höhe ungefähr 55 Kilometer (Fahrtstrecke) nordnordwestlich der Provinzhauptstadt Segovia. Das Klima ist gemäßigt bis warm; Regen (513 mm/Jahr) fällt mit Ausnahme der trockenen Sommermonate übers Jahr verteilt.

## Bevölkerungsentwicklung
| Jahr      | 1970 | 1981 | 1991 | 2001 | 2011 | 2021 |
| Einwohner | 486  | 370  | 321  | 321  | 296  | 259  |

## Sehenswürdigkeiten

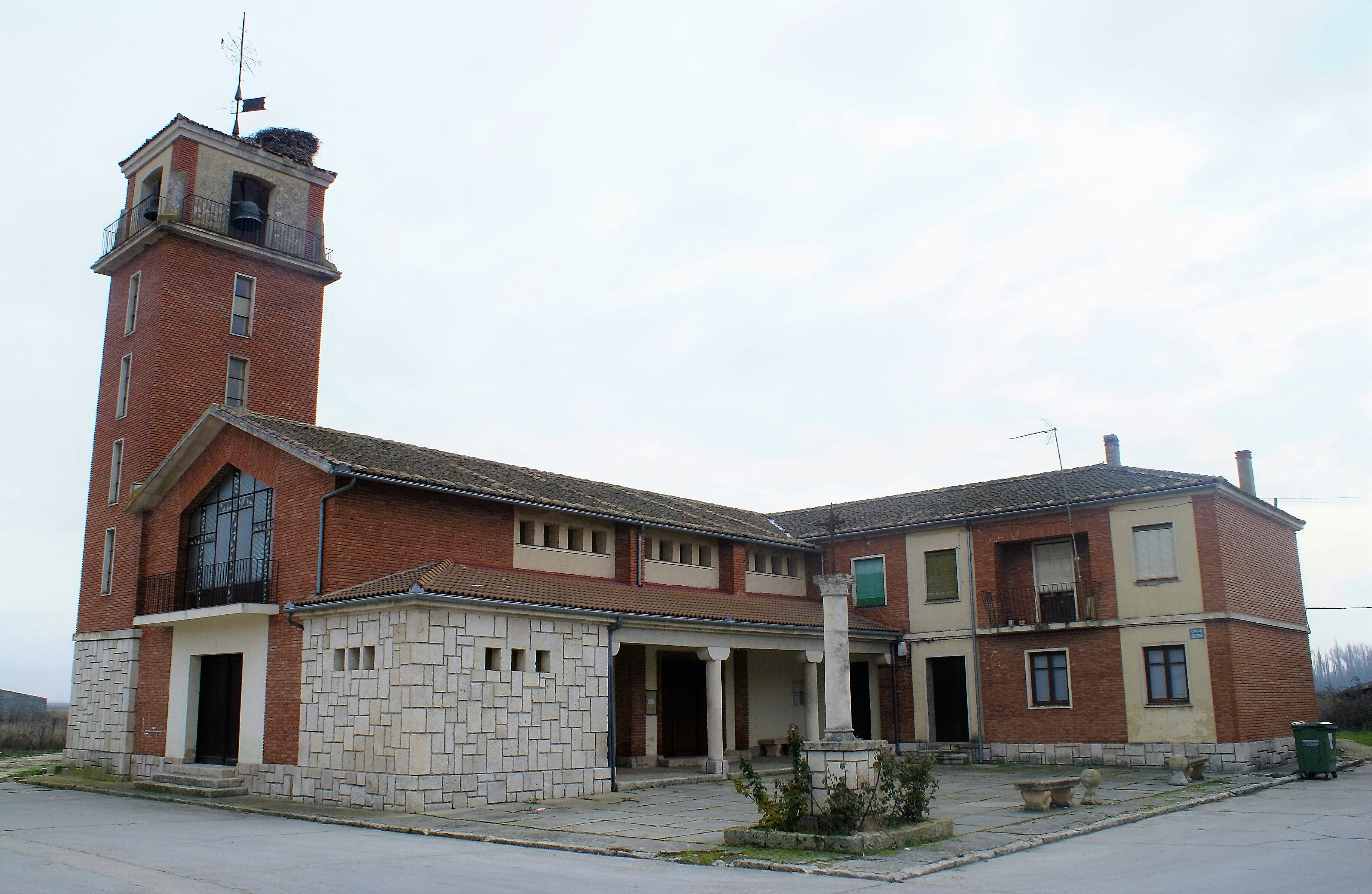
Stephanuskirche
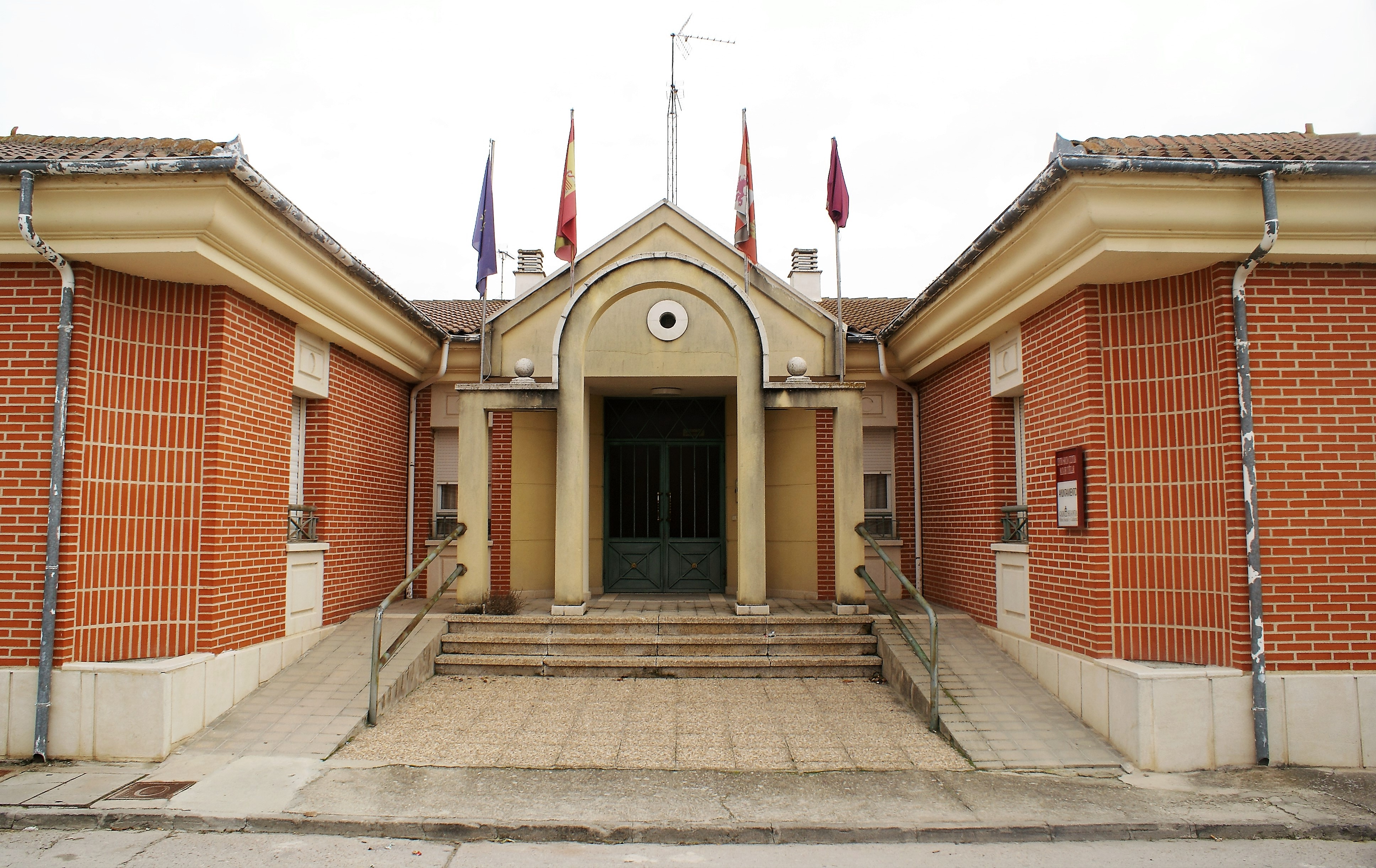
Rathaus

- Stephanuskirche
- Rathaus